# Andrzej z Wielunia
Andrzej z Wielunia (zm. w styczniu 1511 roku) – oficjał wieluński w 1493 roku i w latach 1495–1500, prepozyt i kanonik kapituły kolegiackiej w Wieluniu w 1506 roku, pisarz arcybiskupa Zbigniewa Oleśnickiego w latach 1483–1487, pleban w Łowiczu w latach 1485–1500 i pleban w Borownie, w 1483 roku przyjął święcenia kapłańskie.